# Nueva las Tacitas
Nueva las Tacitas är en ort i Mexiko.   Den ligger i kommunen Ocosingo och delstaten Chiapas, i den sydöstra delen av landet, 900 km öster om huvudstaden Mexico City. Nueva las Tacitas ligger 829 meter över havet och antalet invånare är 383.
Terrängen runt Nueva las Tacitas är kuperad åt sydost, men åt nordväst är den bergig. Runt Nueva las Tacitas är det glesbefolkat, med 16 invånare per kvadratkilometer. Närmaste större samhälle är Las Tazas, 13,0 km nordväst om Nueva las Tacitas. I omgivningarna runt Nueva las Tacitas växer i huvudsak städsegrön lövskog.